# فينسون مارسال
فينسون مارسال (بالفرنسية: Vincent Marcel)‏ (9 أبريل 1997 بباس-تير في فرنسا - ) هو لاعب كرة قدم فرنسي في مركز الوسط. لعب مع نادي نيس.

## روابط خارجية
- فينسون مارسال على موقع قاعدة بيانات كرة القدم.إي يو (الإنجليزية)
- فينسون مارسال على موقع Soccerway.com (الإنجليزية)
- فينسون مارسال على موقع AS.com (الإسبانية)